# Peperomia elliptico-rhombea
Peperomia elliptico-rhombea är en pepparväxtart som beskrevs av C. Dc.. Peperomia elliptico-rhombea ingår i släktet peperomior, och familjen pepparväxter. Inga underarter finns listade i Catalogue of Life.